# Evy Engelsborg
Evy Engelsborg, född 4 januari 1921 i Kristiania (nuvarande Oslo), död 16 december 1980, var en norsk skådespelare.
Engelsborg verkade hela sin karriär vid Nationaltheatret där hon debuterade 1945 och gjorde sin sista roll 1980. Hon medverkade också i filmen Ut av mørket (1958) och TV-serien Kong Sverre (1978) samt var under 1960- och 1970-talen engagerad vid TV-teatern.

## Filmografi
- 1958 – Ut av mørket